# Distrito de Jhunjhunu
Jhunjhunu (en hindi: झुन्झुनू) es un distrito de la India en el estado de Rajastán. Código ISO: IN.RJ.JJ.
Comprende una superficie de 5928 km².
El centro administrativo es la ciudad de Jhunjhunu.

## Demografía
Según censo 2011 contaba con una población total de 2139658 habitantes, de los cuales 1 042 268 eran mujeres y 1 097 390 varones.